# Numbers (Lost)
Numbers este un episod al serialului de televiziune Lost, sezonul 1.